# Lycia (geslacht)
Lycia is een geslacht van vlinders van de familie spanners (Geometridae), uit de onderfamilie Ennominae.

## Soorten
- L. alpina (Sulzer, 1776)
- L. bulgariensis Vojnits & Mészáros, 1973
- L. florentina (Stefanelli, 1882)
- L. graecarius (Staudinger, 1861)
- L. hirtaria

Dunvlerkspanner (Clerck, 1759)
- L. isabellae (Harrison, 1914)
- L. lapponaria (Boisduval, 1840)
- L. pomonaria (Hübner, 1790)
- L. ursaria Walker, 1860
- L. ypsilon Forbes, 1885
- L. zonaria

Rouwrandspanner (Denis & Schiffermüller, 1775)